# MIM-14 Nike Hercules
Le MIM-14 Nike Hercules (initialement SAM-N-25) était un système de missile sol-air déployé par l'OTAN et l'armée de terre des États-Unis comme arme de lutte antiaérienne à moyenne et haute altitude. Il pouvait aussi être utilisé comme système de missile sol-sol.

## Développement
Le système Nike Hercules, successeur du système Nike Ajax, fut développé pendant la guerre froide dans le but de détruire les bombardiers et les formations en vol adverses, ainsi que comme système de missiles anti-balistiques. Western Electric, Bell Laboratories et Douglas Aircraft Company étaient les principaux acteurs dans la fabrication du système.

## Déploiement

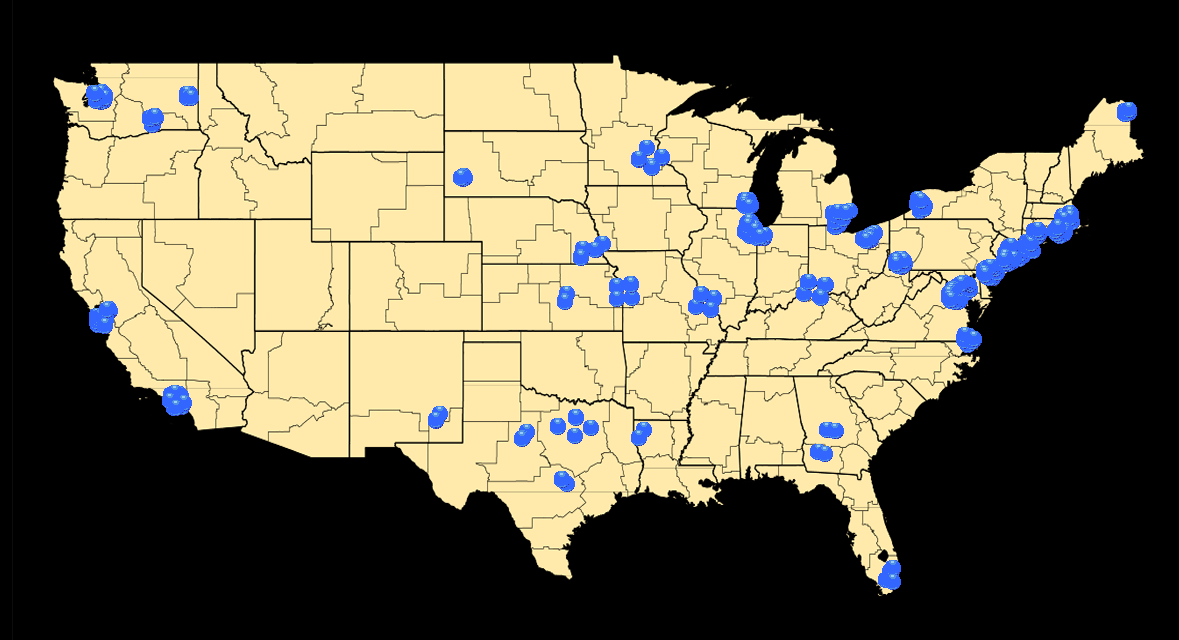
Localisation des bases de missiles Nike dans les États-Unis contigus.

Sur le territoire des États-Unis, on dénombre environ 265 sites de missiles Nike Ajax et Nike Hercules mis en service entre 1955 pour les premiers et 1979 pour les derniers par le Army Air Defense Command (United States) (en) puis le Air Defense Artillery Branch (en) de l'armée de terre des États-Unis dans le cadre du projet Nike. 10 077 Nike Hercules, dont les premiers entrent en service opérationnel le 30 juin 1958 dans la batterie A, 2e bataillon de missiles, 57e régiment d'artillerie, stationné à Chicago, furent construits pour l'armée américaine ainsi que 3 000 ogives W31 Y1, Y2 et Y4.
Les missiles Nike Hercules à ogives nucléaires furent déployés aux États-Unis, en Grèce, en Italie, en Turquie, en Belgique, aux Pays-Bas et en Allemagne de l'Ouest,,,. Placés en Europe en retrait des frontières entre l'Europe de l'Ouest et l'Europe de l’Est, il s'agissait de la deuxième ligne de défense derrière les MIM-23 Hawk du système OTAN de défense aérienne intégrée.
Au 31 décembre 1966, voici le nombre de batteries à capacité nucléaire qui étaient prévues au total pour les membres européens de l'OTAN et celui de batteries effectivement en service à cette date dont les ogives sont fournies par l'United States Army Europe :
| Pays                 | Prévus | Installés |
| -------------------- | ------ | --------- |
| Allemagne de l’Ouest | 24     | 10        |
| Belgique             | 8      | 4         |
| Grèce                | 4      | 4         |
| Pays-Bas             | 8      | 0         |
| Italie               | 12     | 3         |
| Turquie              | 0      | 8         |
| Total                | 64     | 21        |

Des missiles à ogives conventionnelles furent aussi déployés aux États-Unis, en Allemagne de l'Ouest, au Danemark, au Japon, en Norvège et à Taïwan,. Les déploiements en Europe débutèrent en 1959, et les derniers missiles européens Nike Hercules à ogives nucléaires furent retirés en 1988. Les systèmes de missiles Nike Hercules vendus au Japon (Nike J) furent modernisés : le système interne de guidage (initialement composé de tubes à vide) fut remplacé par un système à base de transistors.
Avec les années, les parties électroniques qui faisaient appel à la technologie des tubes à vide devinrent plus difficiles à trouver. Les systèmes de missiles Nike Ajax furent remplacés par des MIM-104 Patriot, plus rapides à monter, plus mobiles et plus fiables.
L'aviation militaire italienne a retiré les siens le 24 novembre 2006.
En 2012, seules la Turquie et la Corée du Sud ont encore en service le système MIM-14 Nike Hercules.

## Pays utilisateurs

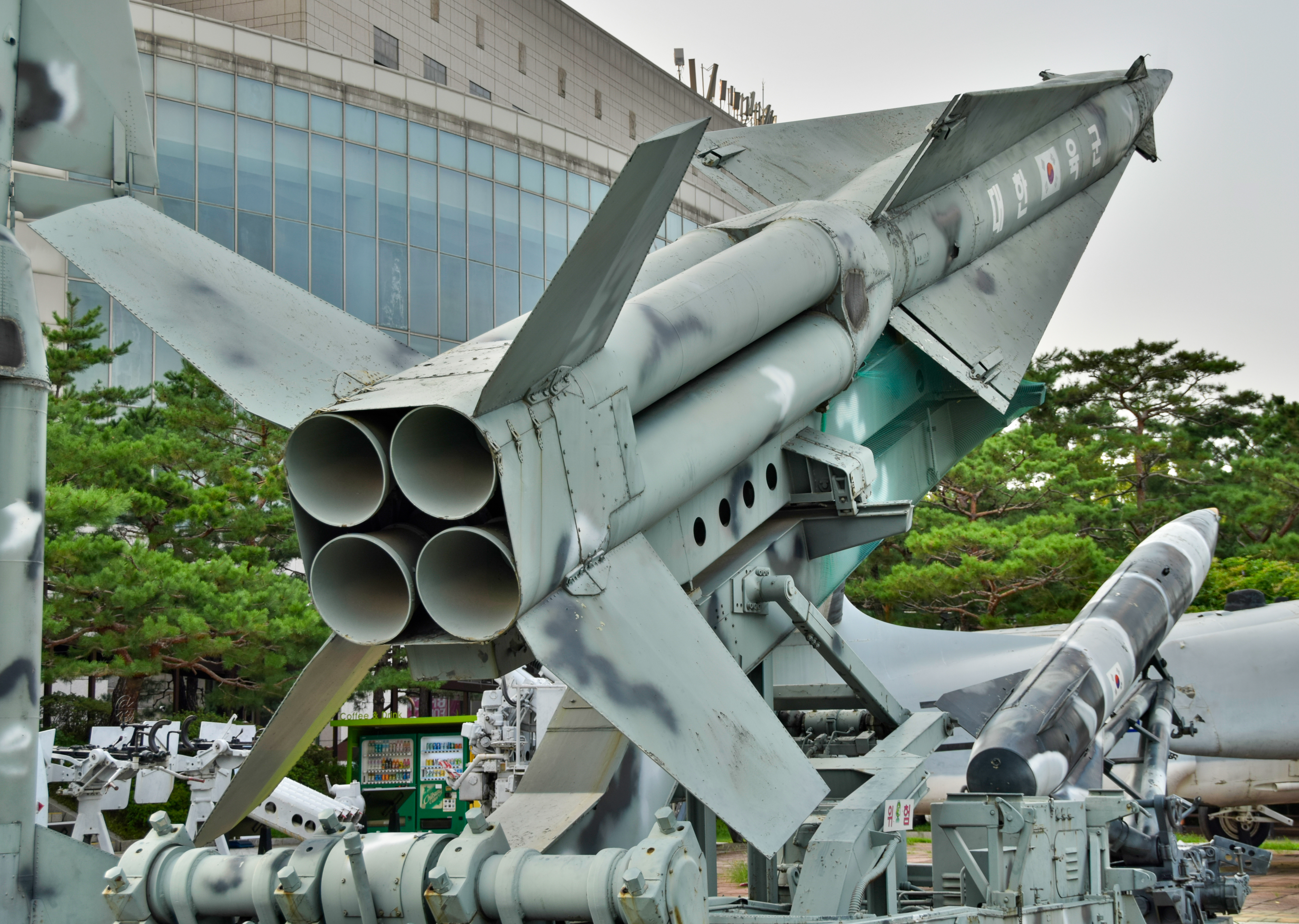
Missile MIM-14 des forces armées sud-coréennes

- Allemagne de l'Ouest
- Belgique
- Corée du Sud
- Espagne
- États-Unis
- Grèce
- Italie
- Japon
- Norvège
- Taïwan
- Turquie

## Galerie de photos

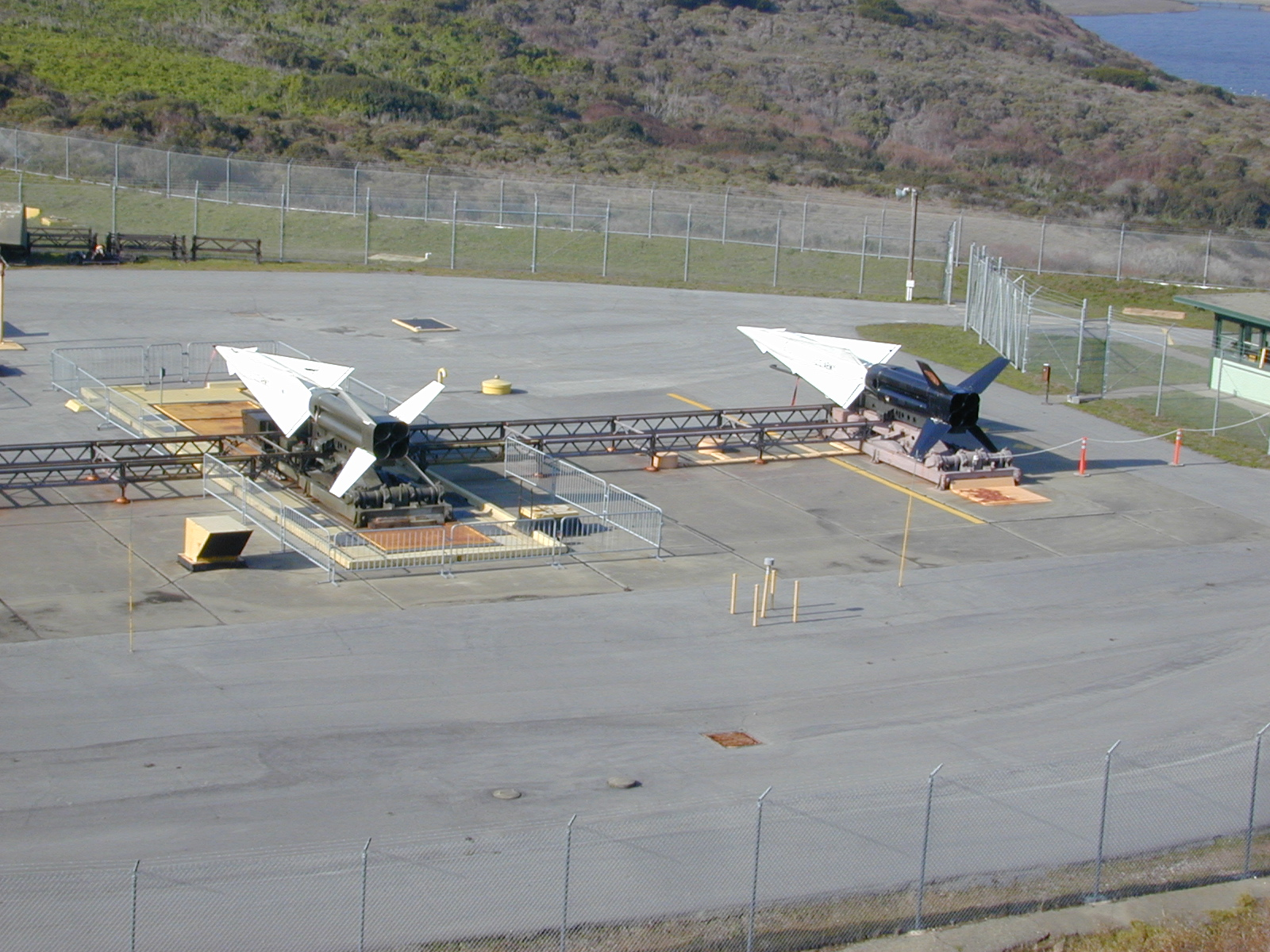
2 missiles Nikes Ajax sur un rail de transport
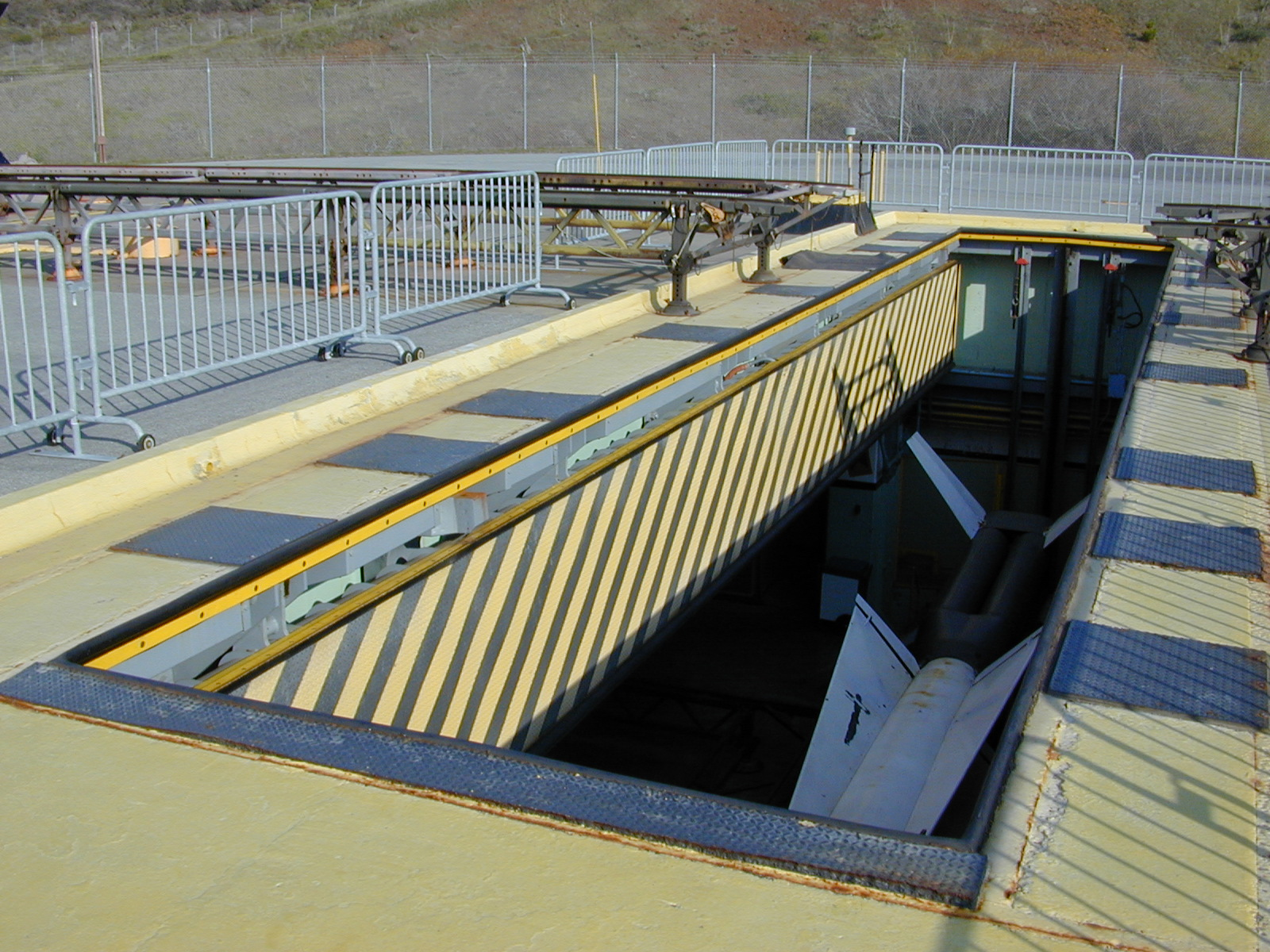
Élévateur de missiles Nike Ajax
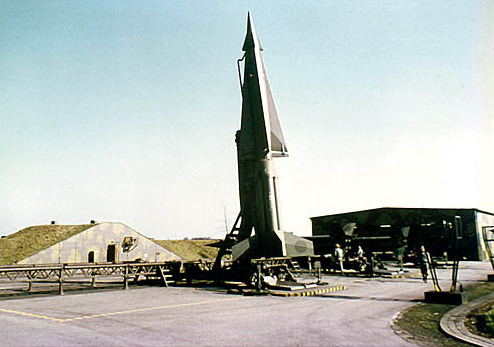
Site de missiles Nike Ajax de l'armée de l'air royale néerlandaise en Allemagne de l'Ouest
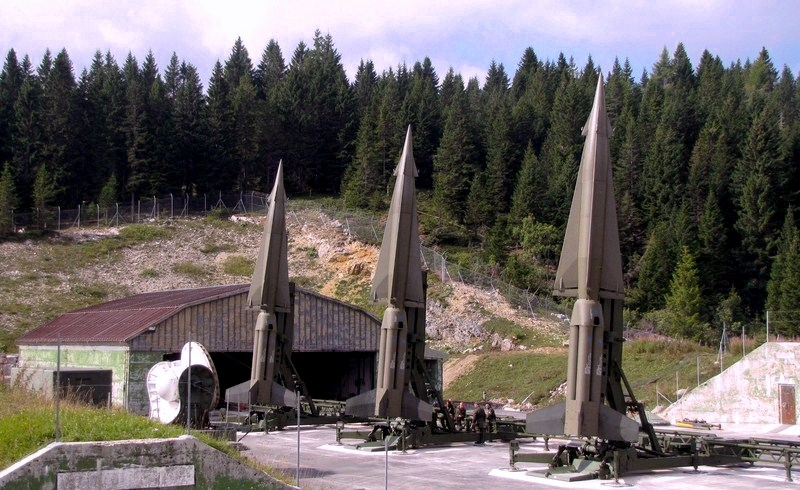
Base italienne de Tuono, site du 66º Gruppo Intercettori Teleguidati de l’Aeronautica Militare.
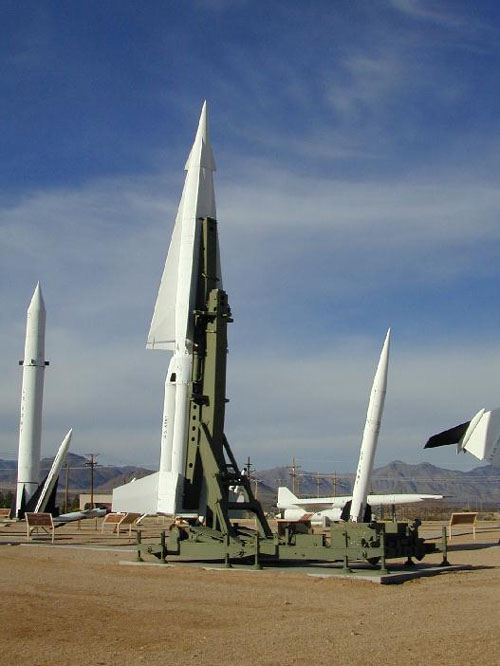
Missiles au White Sands Museum